# Erich Ollenhauer

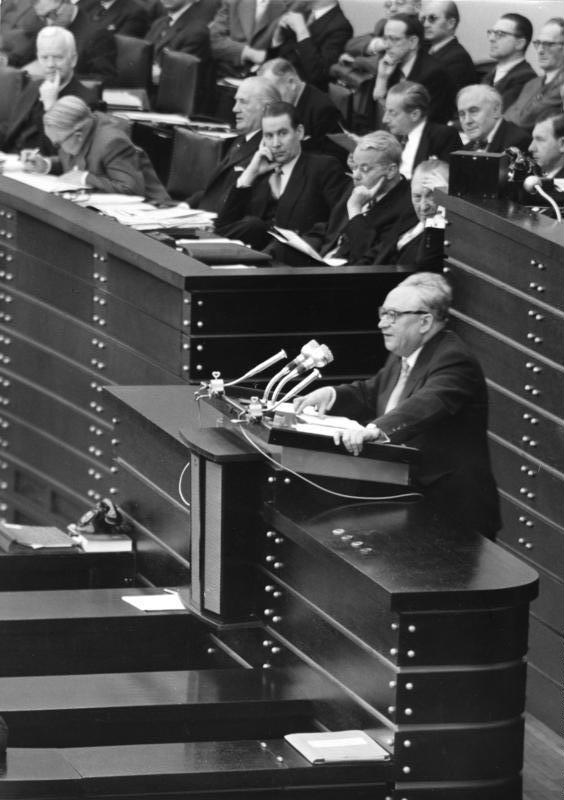
Erich Ollenhauer in de Bondsdag (1954)

Erich Ollenhauer (Maagdenburg, 27 maart 1901 - Bonn, 14 december 1963) was de leider van de Sociaaldemocratische Partij van Duitsland (SPD) en fractievoorzitter in de Bondsdag van 1952 tot 1963.

## Weimarrepubliek
In 1918 werd Ollenhauer lid van de SPD. In 1920 werd hij tweede secretaris bij de jeugdorganisatie van de partij, het Verbandes der Arbeiterjugendvereine Deutschlands] en werd redacteur van het tijdschrift van de VAJV, Arbeiterjugend. Na de hereniging van de SPD met de USPD-leden die niet naar de KPD waren overgestapt werd hij secretaris van de Sozialistische Arbeiter-Jugend (SAJ), de nieuwe jeugdvereniging van de SPD. In 1928 werd hij hier voorzitter.

## 1933 - 1945
Op 26 april 1933, dus nog na de machtsovername door Adolf Hitler werd Ollenhauer in het partijbestuur gekozen. Op 2 mei 1933 besloot de SPD haar voorlieden voor de nazi's in veiligheid te brengen. Op 6 mei 1933 vertrok Ollenhauer naar Praag, net als de voorzitter van de SPD, Otto Wels. In Praag zetten zij het werk van de SPD onder de naam SoPaDe voort. In 1935 trokken de nazi's het staatsburgerschap van Ollenhauer in. In 1937 vertrok Ollenhauer met een Tsjecho-Slowaaks hulppaspoort naar Parijs om daar het werk voor de SoPaDe voort te zetten. Na het begin van de Tweede Wereldoorlog wist Ollenhauer via Vichy-Frankrijk en Spanje naar Lissabon te vluchten. Een jaar later kon Ollenhauer naar Londen vertrekken, waar hij met hulp van de Britse Labour Party een naoorlogse toekomst voor de SPD kon voorbereiden. In 1945 kreeg hij van de Britten toestemming om in Hannover deel te nemen aan een conferentie van de SPD in de Britse bezettingszone in Duitsland.

## Na de oorlog
Ollenhauer keerde in februari 1946 terug naar Duitsland en werd secretaris bij de SPD in Hannover, van waaruit Kurt Schumacher werkte. Op de eerste partijdag van de SPD werd hij als plaatsvervanger van Schumacher benoemd, die door zijn jarenlange verblijf in concentratiekampen een zwakke gezondheid had. Ollenhauer nam vooral de buitenlandse contacten voor zijn rekening die hij door zijn jarenlange verblijf buiten Duitsland had opgebouwd. Na de eerste Bondsdagverkiezingen van 1949 werd Ollenhauer lid van de Bondsdag en vicevoorzitter van de SPD-fractie. Na Schumachers overlijden in 1952 nam Ollenhauer diens taken over.
Bij de verkiezingen van 1953 nam Ollenhauer het als kanselierskandidaat op tegen Konrad Adenauer. De SPD verloor 0,4 % van de stemmen, terwijl de CDU/CSU van 31,0 % naar 45,2 % van de stemmen ging. De SPD had weinig in te brengen tegenover het Wirtschaftswunder van minister Ludwig Erhard. Bij de verkiezingen van 1957 won de SPD weliswaar 3 %, maar de CDU/CSU boekte eveneens een winst en wist met 50,2% van de stemmen een absolute meerderheid te bereiken. Ollenhauer zag ervan af om een derde maal als kanselierskandidaat aan de verkiezingen deel te nemen. In november 1960 werd de West-Berlijnse burgemeester Willy Brandt als nieuwe kanselierskandidaat gekozen.
In 1963 stierf Ollenhauer aan een longembolie. Zijn opvolger als partijvoorzitter werd Willy Brandt.
- Bibliothèque nationale de France: cb11991347f (data)
- Gemeinsame Normdatei: 118589857
- International Standard Name Identifier: 0000 0000 8104 7230
- Library of Congress Control Number: n84219361
- National Archives and Records Administration: 75641009
- Nationale Bibliotheek van Tsjechië: skuk0004390
- Nationale Bibliotheek van Polen: a0000002182752
- Nederlandse Thesaurus van Auteursnamen: 071252959
- Système universitaire de documentation: 027986950
- Virtual International Authority File: 25394848
- WorldCat: E39PBJp66BbjWFjrdr9pHffpfq